# 兴隆乡 (同心县)
兴隆乡，是中华人民共和国宁夏回族自治区吴忠市同心县下辖的一个乡镇级行政单位。

## 行政区划
兴隆乡下辖以下地区：
李堡村、新生村、王团村、黄谷村、冯川村和王大套村。